# Черногорский санджак
Черного́рский санджа́к (серб. Црногорски санџак, тур. Karadağ Sancağı, черног. Црногорски санџак и сербохорв. Црногорски санџак / Crnogorski sandžak) — по сербским источникам санджак Османской империи, существовавший на территории Черногории с 1514 по 1528 (по некоторым источникам по 1530) годы.
Создан на территории бывшего княжества Зета, ранее захваченного османами и присоединённого к Шкодринскому санджаку. 
Станко Черноевич — сын Ивана Черноевича был единственным правителем санджака, который подписывался как «санджак-бег черногорский и всей диоклитинской земли господин». После его смерти санджак был упразднён, его территория возвращена в состав Шкодринского санджака.